# Mu المجمرة d
Mu المجمرة d هو كوكب خارج المجموعة الشمسية يقع على مسافة تقدر بحوالي 50 سنة ضوئية في كوكبة المجمرة حول النجم Mu المجمرة.اكتشف في 5 أغسطس 2006 باستخدام تحليل دوبلر الطيفي.
في يوليو 2014 أطلق الاتحاد الفلكي الدولي عملية لمنح أسماء مناسبة لبعض الكواكب الخارجية والنجوم التي تستضيفهم. وشملت العملية ترشيح الجمهور والتصويت على الأسماء الجديدة. في ديسمبر 2015، أعلن الاتحاد الفلكي الدولي عن الأسماء الفائزة وكان من بينها روسينانت (Rocinante) لهذا الكوكب. قدم الاسم الفائز من قبل قبة بامبلونا السماوية في إسبانيا.